# Labialithus
Genre
Labialithus est un genre d'araignées aranéomorphes de la famille des Phrurolithidae.

## Distribution
Les espèces de ce genre se rencontrent en Asie de l'Est et en Asie du Nord.

## Liste des espèces
Selon World Spider Catalog (version 22.5, 12/01/2022) :
- Labialithus labialis (Paik, 1991)
- Labialithus lindemanni (Marusik, Omelko & Koponen, 2020)

## Publication originale
- Kamura, 2021 : « Three new genera of the family Phrurolithidae (Araneae) from East Asia. » Acta Arachnologica, vol. 70, no 2, p. 117-130 (texte intégral).